# Live in Hollywood
Live in Hollywood é o segundo álbum ao vivo e em vídeo do grupo musical mexicano RBD, gravado em 21 de janeiro de 2006 no teatro Pantages na cidade de Los Angeles, nos Estados Unidos, e lançado em 4 de abril do mesmo ano pela gravadora Capitol Records, selo discográfico da EMI.
Contendo um estilo diferente do álbum ao vivo anterior do grupo, Tour Generación RBD En Vivo (2005), apresentando arranjos acústicos, com foco maior na música e sem coreografias ou troca de roupas durante o show. Em 19 de abril de 2006, foi liberado o primeiro e único single do projeto, uma canção inédita intitulada "No Pares", cantada exclusivamente por Dulce María.

## Gravação e lançamento
Live in Hollywood foi gravado em 21 de janeiro de 2006 no teatro Pantages localizado na cidade de Los Angeles, Estados Unidos, como parte da etapa americana da Tour Generación RBD, a primeira turnê mundial do RBD.
Este show foi o primeiro que o grupo realizou no país, sendo um espetáculo acústico, com a colaboração de um coral gospel — se diferenciando do concerto apresentado em seu primeiro álbum ao vivo, Tour Generación RBD En Vivo (2005), por não conter coreografias ou troca de roupas, concentrando-se mais na música do grupo.
Christian Chávez, em entrevista, explicou que o lançamento é majoritariamente composto por canções incluídas no segundo álbum de estúdio do grupo, Nuestro Amor (2005), com o diferencial de que foram gravadas com arranjos acústicos, acrescentando "[foram usados] muitos instrumentos, cordas, percussões e o produto final é algo muito bacana, algo mais íntimo".
O álbum foi lançado simultaneamente em 4 de abril de 2006 no México, Brasil e Estados Unidos. Na Espanha, o disco chegou às lojas em 11 de dezembro do mesmo ano. Ao mesmo tempo, foi lançado o DVD filmado em 21 de janeiro de 2006. O álbum produziu um único single, "No Pares", que segundo Dulce María; "No dia em que o álbum foi gravado, chegamos na véspera e me disseram "você vai cantar essa música...eles vão tocar com um violão e você vai canta-la". [...] basicamente tem uma mensagem de que as pessoas não devem parar de sonhar [...] e você sempre tem que lutar, essa é a mensagem da música".

## Crítica profissional
| Críticas profissionais | Críticas profissionais |
| Avaliações da crítica  | Avaliações da crítica  |
| Fonte                  | Avaliação              |
| ---------------------- | ---------------------- |
| Allmusic               | [ 6 ]                  |

Jason Birchmeier, do banco de dados Allmusic, explica que Live in Hollywood contém canções do álbum Nuestro Amor interpretadas ao vivo e comenta "mais uma vez, a RBD não toca tão bem ao vivo, em cima do palco, como fazem no estúdio, mas o rendimento é muito animado, as pessoas estão felizes, e todas as músicas chaves estão presente: "Nuestro Amor", "Este Corazón", "Aún Hay Algo" e "Feliz Cumpleaños" em especial. Assim, ao menos, os fãs devem estar satisfeitos. Como beneficio adicional, há uma nova versão de "Sólo Quédate en Silencio", um dos êxitos do RBD, e também há uma canção inédita, "No Pares".
Joey Guerra do portal Amazon.com critica fortemente o álbum assim como também as vozes dos integrantes da banda, em especial a de Dulce María da qual argumenta que está "fora do tom", e que "por sua parte, a entusiasmada multidão grita em cada entrada, cada saída e praticamente cada palavra."

## Recepção

### Desempenho comercial
Na América do Norte, Live in Hollywood foi um grande sucesso. No México, a Asociación Mexicana de Productores de Fonogramas y Videogramas (AMPROFON) certificou-o como ouro pelas vendas do CD e platina e ouro pelas vendas do DVD. Nos Estados Unidos, a edição de áudio do trabalho atingiu o pico de cento e vinte na Billboard 200, permanecendo por cinco semanas na parada. Além disso, alcançou o quarto lugar na tabela de álbuns latinos e a sexta colocação na parada de álbuns pop latinos. Como resultado, a Recording Industry Association of America (RIAA) concedeu-lhe o certificado de platina dupla pela venda de 200 mil réplicas no país.
Na Europa, Live in Hollywood foi bem recebido na Espanha; em sua primeira semana de lançamento o disco debutou no número quarenta e um da tabela monitorada pela Productores de Música de España (PROMUSICAE), chegando a posição trinta e quatro, enquanto o DVD obteve o primeiro lugar. Posteriormente a empresa certificou a edição em vídeo do trabalho como platina pelas vendas de 25 mil cópias no país. Em terras sul americanas, conseguiu desempenhar-se bem; No Brasil, a versão em vídeo da obra chegou à liderança na tabela de vendas de DVDs, onde permaneceu por doze semanas. Foi também o DVD mais vendido do ano de 2006 no país, enquanto sua versão em CD foi a décima quinta mais comprada desse período no Brasil. Na Colômbia, o material foi comercializado 60 mil vezes e foi certificado com três exemplares de platina pela Asociación Colombiana de Productores de Fonogramas (ASINCOL).

### Prêmios e indicações
| Ano  | Premiação                    | Categoria                                | Resultado | Ref.   |
| ---- | ---------------------------- | ---------------------------------------- | --------- | ------ |
| 2007 | Billboard Latin Music Awards | Álbum Pop Latino do Ano - Grupo ou Dupla | Indicado  | [ 18 ] |

## Lista de faixas
| Live in Hollywood – Edição mexicana em DVD |                                                    |         |  |
| N.º                                        | Título                                             | Duração |  |
| 1.                                         | "Abertura"                                         | 8:25    |  |
| 2.                                         | "Tras de Mí"                                       | 5:18    |  |
| 3.                                         | "Me Voy"                                           | 3:21    |  |
| 4.                                         | "Nuestro Amor"                                     | 3:23    |  |
| 5.                                         | "Asi Soy Yo"                                       | 3:38    |  |
| 6.                                         | "Qué Fue del Amor"                                 | 3:41    |  |
| 7.                                         | "A Tu Lado"                                        | 3:38    |  |
| 8.                                         | "No Pares"                                         | 4:16    |  |
| 9.                                         | "Fuera"                                            | 4:13    |  |
| 10.                                        | "Solo Para Ti"                                     | 3:58    |  |
| 11.                                        | "Este Corazón"                                     | 3:50    |  |
| 12.                                        | "Aún Hay Algo"                                     | 4:01    |  |
| 13.                                        | "Qué Hay Detrás"                                   | 3:44    |  |
| 14.                                        | "Rebelde" / "Solo Quédate en Silencio" / "Sálvame" | 8:31    |  |
| 15.                                        | "Feliz Cumpleaños"                                 | 3:27    |  |

| Live in Hollywood – Edição mexicana em CD |                                                    |         |  |
| N.º                                       | Título                                             | Duração |  |
| 1.                                        | "Tras de Mí"                                       | 5:18    |  |
| 2.                                        | "Me Voy"                                           | 3:21    |  |
| 3.                                        | "Nuestro Amor"                                     | 3:23    |  |
| 4.                                        | "Asi Soy Yo"                                       | 3:38    |  |
| 5.                                        | "Qué Fue del Amor"                                 | 3:41    |  |
| 6.                                        | "A Tu Lado"                                        | 3:38    |  |
| 7.                                        | "No Pares"                                         | 4:16    |  |
| 8.                                        | "Fuera"                                            | 4:13    |  |
| 9.                                        | "Solo Para Ti"                                     | 3:58    |  |
| 10.                                       | "Este Corazón"                                     | 3:50    |  |
| 11.                                       | "Aún Hay Algo"                                     | 4:01    |  |
| 12.                                       | "Qué Hay Detrás"                                   | 3:44    |  |
| 13.                                       | "Rebelde" / "Sólo Quédate en Silencio" / "Sálvame" | 8:31    |  |
| 14.                                       | "Feliz Cumpleaños"                                 | 3:27    |  |

| Live in Hollywood – Edição americana e brasileira em CD |                                                |         |  |
| N.º                                                     | Título                                         | Duração |  |
| 13.                                                     | "Feliz Cumpleaños"                             | 3:27    |  |
| 14.                                                     | "Solo Quédate en Silencio" (Hollywood Version) | 3:47    |  |

| Live in Hollywood – Faixa bônus da edição americana e mexicana em CD |                                |         |  |
| N.º                                                                  | Título                         | Duração |  |
| 15.                                                                  | "No Pares" (Versão em estúdio) | 4:16    |  |

| Live in Hollywood – Edição americana e brasileira em DVD |                    |         |  |
| N.º                                                      | Título             | Duração |  |
| 14.                                                      | "Feliz Cumpleaños" | 3:27    |  |

## Desempenho nas tabelas musicas

### Tabelas semanais
| Tabela musical (2006)             | Melhor posição |
| --------------------------------- | -------------- |
| Espanha (PROMUSICAE)              | 34             |
| Estados Unidos (Billboard 200)    | 120            |
| Estados Unidos (Top Latin Albums) | 6              |
| Estados Unidos (Latin Pop Albums) | 4              |

| Tabela musical (2006)             | Posição |
| --------------------------------- | ------- |
| Brasil (Pro-Música Brasil)        | 15      |
| Estados Unidos (Top Latin Albums) | 28      |
| Estados Unidos (Latin Pop Albums) | 12      |

| Tabela musical (2006)        | Melhor posição |
| ---------------------------- | -------------- |
| Espanha (Top 10 DVD Musical) | 1              |

| Tabela musical (2008)          | Melhor posição |
| ------------------------------ | -------------- |
| Argentina (Top 20 DVD Musical) | 16             |

| Tabela musical (2006)      | Posição |
| -------------------------- | ------- |
| Brasil (Pro-Música Brasil) | 1       |

### Certificações e vendas
| Região                                         | Certificação | Vendas   |
| ---------------------------------------------- | ------------ | -------- |
| Colômbia (ASINCOL)                             | Ouro         | 5,000^   |
| Estados Unidos (RIAA)                          | 2× Platina   | 200,000^ |
| México (AMPROFON)                              | Ouro         | 50,000^  |
| ^distribuições baseadas apenas na certificação |              |          |

| Região                                         | Certificação | Vendas  |
| ---------------------------------------------- | ------------ | ------- |
| Espanha (PROMUSICAE)                           | Platina      | 25,000^ |
| México (AMPROFON)                              | Platina+Ouro | 50,000^ |
| ^distribuições baseadas apenas na certificação |              |         |

## Histórico de lançamento
| País/Região    | Data                   | Formato                 | Gravadora | Ref.   |
| -------------- | ---------------------- | ----------------------- | --------- | ------ |
| México         | 4 de abril de 2006     | CD DVD Download digital | EMI       | [ 26 ] |
| Estados Unidos | 4 de abril de 2006     | CD DVD Download digital | EMI       | [ 6 ]  |
| Brasil         | 4 de abril de 2006     | CD DVD Download digital | EMI       |        |
| Espanha        | 11 de dezembro de 2006 | CD DVD Download digital | EMI       |        |
| Vários         | 01 de outubro de 2020  | download digital        | Universal | [ 27 ] |
| México         | 02 de outubro de 2020  | CD + DVD                | Universal |        |
| Brasil         | 18 de junho de 2021    | CD + DVD                | Universal | [ 28 ] |

## Créditos
Créditos adaptados das notas do encarte do álbum.
Vocais
- RBD: vocais principais
- Carlton Anderson: coral
- Maxine Waters: coral
- Orren Waters: coral
- Tiffiney Smith: coral
- Leyla Hoyle: coral
- Nikki Grier: coral

Instrumentação
- Güido Laris: baixo
- Mauricio Soto: bateria
- Oshi Yaganagui: guitarra
- Charly Rey: guitarra
- Eduardo Téllez: teclados
- Rafael Padilla: percussão

Produção
- Camilo Lara: A&R, produção executiva
- Melissa Mochulske: Coordenação de A&R
- Güido Laris: arranjos, direção musical
- Charly Rey – arranjos
- Eduardo Téllez: arranjos
- Mauricio Soto: arranjos
- Iván Machorro: arranjos
- Alexis Covacevich: direção musical
- Antonio Acevedo: fotografia adicional
- Benny Corral: produtor adicional
- Luis Luisillo Miguel: produtor adicional, fotografia
- Marco Flavio Cruz: cinematografia
- Lynda Thomas: coordenação de cordas
- Jaime Gutiérrez Cáceres: coordenação
- Sebastián Garza: edição
- Pedro Damián: produção executiva
- Carlos Lara: direção, produção
- Carolina Palomo Ramos: marketing, relações públicas, coordenação de produção
- Raúl González Biestro: mixagem, produção
- Raúl Oropeza: engenharia de mixagem
- Hula Hula: design gráfico
- Marisol Alcelay – gestão de produção
- Peter Kent – coordenação do quarteto de cordas